# Lumumba
|  | Per a altres significats, vegeu «Patrice Lumumba». |

El Lumumba és un còctel, obtingut de la mescla d'un batut de cacau amb una beguda alcohòlica d'alta graduació, com el rom o el conyac. En algunes ocasions, també s'hi afegeix crema de llet. El nom prové del polític del Congo, Patrice Lumumba. Es pot prendre calent o fred.